# 1943 في روسيا
فيما يلي قوائم الأحداث التي وقعت خلال عام 1943 في روسيا.

## سياسة

### انتهاء فترة المنصب
- 22 أغسطس – ماكسيم ليتفينوف سفير روسيا لدى الولايات المتحدة.

## مواليد

### يناير
- 18 يناير – فلاديمير فيدوتوف لاعب كرة قدم روسي.

### فبراير
- 20 فبراير – ألكسندر بافلوفيتش الكسندروف

### أبريل
- 14 أبريل – نيكولاي بتروف عازف بيانو روسي.

### يونيو
- 11 يونيو – أوليغ فيدوف

### يوليو
- 23 يوليو – إرينا ليبمان كاتبة ألمانية.

### أغسطس
- 7 أغسطس – فاليري نيبومنياشتشي لاعب كرة قدم روسي.

### نوفمبر
- 7 نوفمبر – بوريس غروموف
- 13 نوفمبر – مصطفى دزيمليف
- 21 نوفمبر – فيكتور سيدياك

### ديسمبر
- 23 ديسمبر – ميخائيل ليونيدوفيش غروموف رياضياتي روسي.

## وفيات

### يناير
- 26 يناير – نيقولاي فافيلوف (مواليد 1887)

### فبراير
- 14 فبراير – ديفيد هيلبرت (مواليد 1862) رياضياتي ألماني.

### أبريل
- 15 أبريل – أرسترخ لنتولف (مواليد 1882) فنان روسي.

### يوليو
- 19 يوليو – يكاترينا بودانوفا (مواليد 1916) طيارة سوفيتية مقاتلة.